# Resolutie 190 Veiligheidsraad Verenigde Naties
Resolutie 190 van de Veiligheidsraad van de Verenigde Naties werd op 9 juni 1964 aangenomen door de Veiligheidsraad van de Verenigde Naties. Dit gebeurde met zeven stemmen voor, geen tegen en met onthouding van Brazilië, Frankrijk, het Verenigd Koninkrijk en de Verenigde Staten.

## Achtergrond
Het Rivoniaproces was een proces tegen negentien leiders van het Afrikaans Nationaal Congres (ANC) dat streed tegen het apartheidsregime in Zuid-Afrika. Onder hen was Nelson Mandela. Ondanks de internationale veroordeling bleef het proces doorgaan. Enkele van de veroordeelden, waaronder Mandela, verdwenen voor tientallen jaren achter tralies.

## Inhoud
De Veiligheidsraad herinnerde aan resolutie 1881 van de Algemene Vergadering, die het negeren van vorige resoluties veroordeelde en vroeg om de vrijlating van politieke gevangenen. Verder herinnerde de Veiligheidsraad aan zijn eigen resoluties 181 en 182, die vroeg om gevangen opponenten van de apartheid vrij te laten.
De Veiligheidsraad was zeer bezorgd om de hervatting van het Rivoniaproces tegen tien leiders van de anti-apartheidsbeweging ANC en dat het hangende vonnis met lange celstraffen en de doodstraf zeer ernstige gevolgen kan hebben, en betreurde dat Zuid-Afrika de oproep van de secretaris-generaal op 27 maart had verworpen.
Er werd op aangedrongen dat Zuid-Afrika:
- de executie van de terdoodveroordeelden zou afzeggen;
- het proces, op basis van de apartheidswetten, onmiddellijk zou beëindigen;
- amnestie zou verlenen aan alle reeds gevangen opponenten van de apartheid.

Alle landen werden uitgenodigd om hun invloed aan te wenden om Zuid-Afrika ertoe te bewegen zich te schikken naar deze resolutie. De secretaris-generaal werd uitgenodigd om de uitvoering van deze resolutie op de voet te volgen en zo snel mogelijk te rapporteren.

## Verwante resoluties
- Resolutie 1881 Algemene Vergadering Verenigde Naties
- Resolutie 181 Veiligheidsraad Verenigde Naties
- Resolutie 182 Veiligheidsraad Verenigde Naties
- Resolutie 191 Veiligheidsraad Verenigde Naties
- Resolutie 282 Veiligheidsraad Verenigde Naties

Lijst ·  186 ·  187 ·  188 ·  189 ·  190 ·  191 ·  192 ·  193 ·  194 ·  195 ·  196 ·  197 ·  198 ·  199